# Championnat de Hongrie féminin de water-polo
Le championnat de Hongrie de water-polo est la principale compétition annuelle hongroise de water-polo.

## Palmarès féminin
- 1986 : Budapesti Vasutas SC
- 1987 : Szentesi VK
- 1988 : Budapesti Vasutas SC
- 1989 : Budapesti Vasutas SC
- 1990 : Szentesi VK
- 1991 : Budapesti Vasutas SC
- 1992 : Szentesi VK
- 1993 : Budapesti Vasutas SC
- 1994 : Szentesi VK
- 1995 : Szentesi VK
- 1996 : Szentesi VK
- 1997 : Szentesi VK
- 1998 : Szentesi VK
- 1999 : Szentesi VK
- 2000 : Szentesi VK
- 2001 : Dunaújvárosi FVE
- 2002 : Dunaújvárosi FVE
- 2003 : Dunaújvárosi FVE
- 2004 : Dunaújvárosi FVE
- 2005 : Dunaújvárosi FVE
- 2006 : Domino Budapest Honvéd SE
- 2007 : Domino Budapest Honvéd SE
- 2008 : Domino Budapest Honvéd SE
- 2009 : Dunaújvárosi FVE
- 2010 : Dunaújvárosi FVE[1]